# 中国科学院理论物理研究所

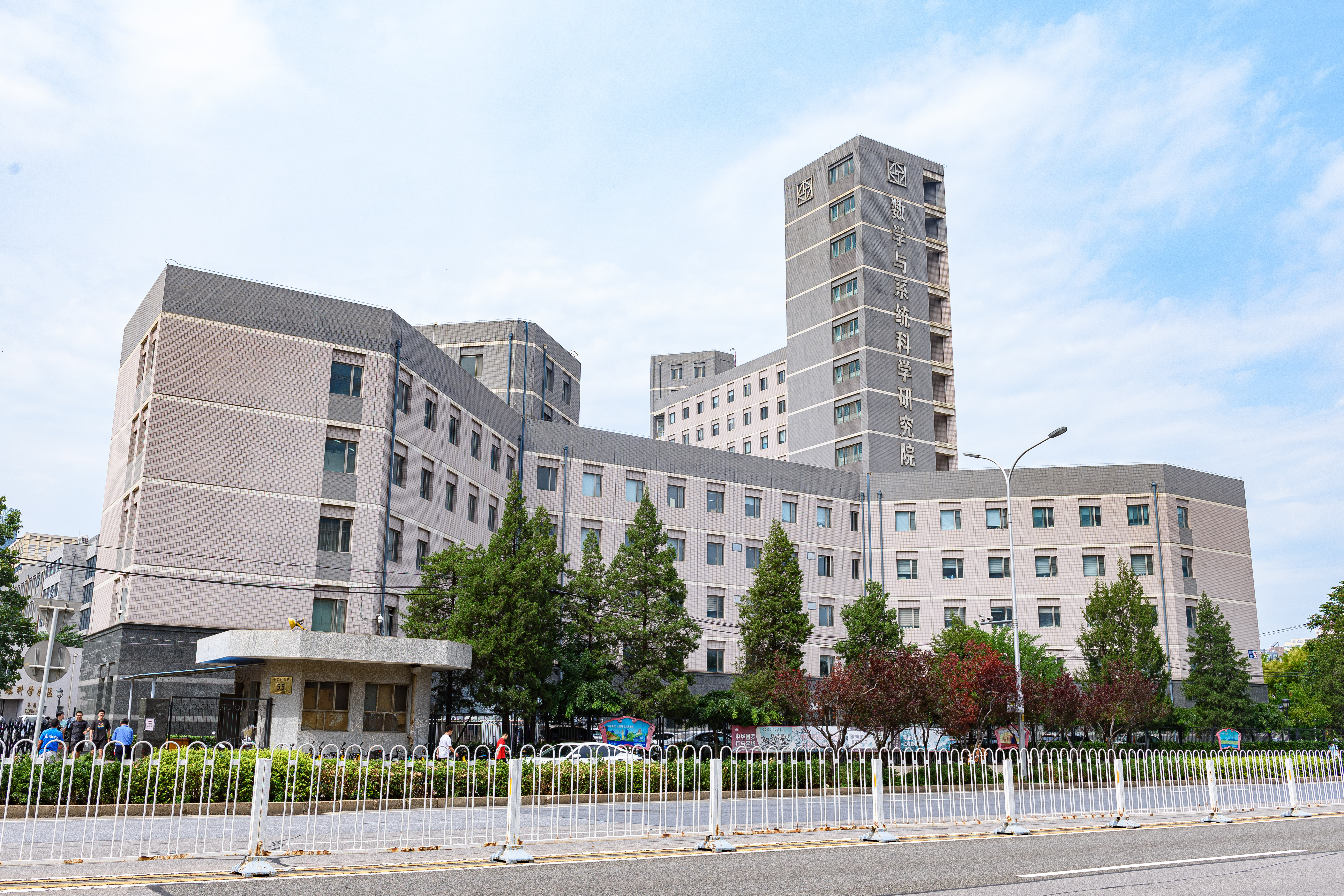
中关村东路55号数学院思源楼与理论物理研究所主楼

中国科学院理论物理研究所是中国科学院下属的研究机构，成立于1978年6月，是中国理论物理研究的重要机构之一，位于北京市海淀区中关村东路55号。理论物理研究所现有科研人员32人，有中国科学院院士7人。

## 历史
1978年6月成立。1985年成为中国科学院向国内外首批开放的研究所。
1993年被第三世界科学院选为首批参加协联计划的优秀中心。
1997年10月被中国科学院确立为首批基地型试点研究所。
1998年8月，被列为中科院知识创新工程首批十二个试点单位之一。
2002年2月成立了依托于理论物理所的中国科学院交叉学科理论研究中心。
2004年11月被选为中科院四个国际现场评估研究院所之一。
2004年12月被批准为中国科学院与第三世界科学院奖学金学者培训基地。
2005年成立了第一届国际顾问委员会。
2005年被评为全国优秀博士后科研工作流动站。
2006年成立首个亚洲的卡弗里理论物理研究所。
2008年成立中国科学院理论物理前沿重点实验室。
2011年成立理论物理国家重点实验室。
2013年5月15日下午，理论物理所与武汉大学联合创办的首届“彭桓武班”开班。

## 研究领域
理论物理研究所研究领域涉及到物质起源和基本组元，宇宙起源和演化，生命起源和进化。主要研究领域：
- 量子场论和物质微观结构理论。
- 弦理论与宇观结构理论
- 引力理论与天体宇宙学研究
- 凝聚体理论
- 非线性科学与理论生物物理兼生物信息学
- 量子物理与量子信息

## 历任所长
- 彭桓武
- 周光召
- 郝柏林
- 苏肇冰
- 欧阳钟灿
- 吴岳良
- 邹冰松
- 蔡荣根